# Johann Friedrich Facius
Johann Friedrich Facius (* 26. Januar 1750 in Coburg; † 21. Juni 1825 ebenda) war ein deutscher Pädagoge und Altphilologe.

## Herkunft
Johann Friedrich Facius wurde als dritter Sohn des herzoglichen Rates und Geheimen Sekretärs Daniel Wilhelm Facius (5. August 1719 in Coburg; † unbekannt) und dessen Ehefrau Christiane Sophia Elisabeth (* 1727; † 6. September 1787), einer Tochter des Konsistorialrates Johann Christian Pertsch, geboren. Er hatte noch vier weitere Geschwister:
- Johann Caspar Lebrecht Facius (* 12. September 1748 in Coburg; † 31. August 1809 ebenda), Hof- und Kammerrat;
- Johann Christian Facius (* 24. August 1751 in Coburg; † unbekannt);
- Johann Sebastian Facius (* 14. Januar 1753 in Coburg; † 5. Juni 1810), Kammerrat;
- Wilhelmina Johanna Christine Facius (* 24. August 1791 in Coburg; † unbekannt), Mutter unbekannt.

## Leben
Er wurde von einem Hauslehrer unterrichtet und besuchte ab seinem 13. Lebensjahr 1763 das Gymnasium Casimirianum Coburg. Dort wurde er durch den Lehrer Gottlieb Christoph Harleß (1738–1815) unterrichtet, der seine Neigungen zu philologischen Studien förderte, weitere Lehrer waren Erhard Andreas Frommann (1722–1774), Johann Friedrich Gruner, Johann Georg Heinrich Feder, Lorenz Adam Bartenstein (1711–1796) und Christoph Daniel Prätorius (1733–1810).
1767 begann er ein Theologie- und Philologie-Studium an der Universität Göttingen und hörte Vorlesungen bei Christian Gottlob Heyne, in dessen Vorlesungen sein Interesse an der Archäologie und der Kunst geweckt wurde und mit dem er nach dem Studium bis 1807 in Briefverkehr blieb. Während des Studiums trat er in das philologische Seminar der Universität ein.
1769 bekam er eine Anstellung als Hauslehrer in Hannover, gab die Stellung aber kurz darauf wieder auf.
Er hatte sich an der Universität Erlangen um eine Anstellung beworben und hierzu die Epistola critica in aliquot Orphei et Apollonii Rhodii loca beigefügt und 1773 einen Aufsatz über die Aegis drucken lassen; die Bewerbung blieb jedoch erfolglos. Er folgte in diesem Jahr einem Ruf des Abt Erhard Andreas Frommann, der vorher als Lehrer am Gymnasium in Coburg und nun als Lehrer in Kloster Berge bei Magdeburg tätig war, aber auch die Stellung sagte ihm nicht zu. Nach dem Tod des Abtes ging er 1774 wieder zurück nach Coburg und wurde Privatlehrer einiger adeliger Gymnasiasten.
1777 wurde er außerordentlicher Professor am Gymnasium Casimirianum Coburg. 1784 lehnte er einen Ruf an die Universität Dorpat ab, erlangte dann jedoch eine ordentliche Professur am Casimirianum Coburg, hierzu erhielt er 1807 auch den Ratstitel und 1824 erteilte ihm die philosophische Fakultät der Universität Göttingen honoris atque observantiae testandae causa den Doktortitel.

## Schriften (Auswahl)
- Epistola Critica In Aliquot Orphei Et Apollonii Rhodii Argonaut. Loca Ad Theoph. Christo. Harlesium V. C. Erlangœ, 1772.
- Ueber die Aegis: e. antiquar. Abhandlung insbesondere zur Erl. d. Stellen davon im Homer u. Virgil. Erlangen: Walther, 1774.
- Euripides; Johann Friedrich Facius; Joshua Barnesius; Christian Gottlob Heyne: Euripidu Orestes. Coburgi : Ahl, 1778.
- Vergleichung eines Cod. Msc. des Terenz in Harlesii opusculis. Halle 1778.
- Grundriss einer Anleitung zum Styl zu Vorlesungen. Coburg, 1781.
- Schulstudien-Plan oder Abriß der Schulstudien für junge Studierende auf Gymnasien. Nürnberg : Gratenauer, 1782.
- Compendium dialectorum Graecarum in usum scholarum. Noribergae : Sumtibus E.C. Grattenaveri, 1782.
- Praktischer Unterricht zur Malerei, aus dem Italienischen des Ritter Meng übersetzt. Nürnberg 1783.
- Professoris Graecae Linguae Munus In Illstr. Casimir. Gymnasio Academico Susceptum Indicit De Fabula Quadam Homerica Pauca Praefatus Ioannes Fridericus Facius. Coburgi Ahlius Coburg 1784.
- De fabula quaedam Homerica. Coburgi, 1784.
- Laurentius Adamus Bartenstein; Johann Friedrich Facius: Praemissa Lunulae Hippocratis Chii Discriptione: Solennem Inaugurationem Viri Praenobilissimi Doctissimique Ioannis Fricerici Facii Ad Delatum Felicibus In Illustri Gymnasio Casimiriano. Coburgi: Ahl, 1784.
- Persian Tales: Designed For Use And Entertainment. Coburg Ahl Coburg 1785.
- De codice IV. Verrinarum Ciceronis in Bibl. Ducati Meiningensi asservato, eiusque lectionibus variant. Coburgi, 1787.
- Nonnulla de aenigmate et gripho. Coburgi, 1789.
- Joseph, RoÌmisch-Deutsches Reich  Kaiser; Anton Friedrich Büsching; Johann Gottlieb Facius; Johann Wilhelm Abraham Jäger: L' Allemagne en LXXXI Feuilles Composee suivant les plus nouvelles Observations et dessiniee d'apres les Meilleures Cartes Geographiques des Cabinets qui sont en Partie gravees et en Partie encore dessinees. Revues selon la Geographie de Mr. le D. Büsching, Avec Privilege de Sa. Majeste Imperiale. Feuille XLIX. Carte Topographique D' Allemagne Contenant l' Electorat Palatin, une Partie de l' Archeveche de Mayence, du Duche de Würtemberg, et du Maregraviat de Baaden-Durlach, l' Eveche de Spire les Comtes de Wertheim, d' Erpach, de Leiningen, de Hohenlohe, de Lowenstein, le Territoire de Worms, et de Heilbron; avec privilege d. S.M.I. Frankfurt a. M. Jaeger 1789
- Ad explicandum locum Paulinum I. Cor. 25, 29 prolusio. Coburgi, 1792.
- Examen autumnale in illustri Gymnasio Casimiriano Academico. Coburg 1792.
- Kurzgefaßte Griechische Grammatik. Coburg: Ahl, 1793.
- Anniversaria Gymnasii Academici Casimiriani Sacra a. d. III. Iulii MDCCXCIII celebranda. Coburgum: Ahlius, 1793.
- Ad locos nonnullos in Aristotelis poetica explicandos prolusio. Coburgi, 1793.
- Pausaniae Graeciae descriptio Graece. Recensuit ex codd. et altunde emendavit, explanavit Jo. Frid. Facius. Lipsiae, 1794–1796.
- Kurzgefasste griechische Grammatik ; nebst, Einem Anhang von vier Reden des Isocrates und einem Wortregister ueber dieselben: zum Schulgebrauch eingerichtet. Coburg: Bey Rudolph August Wilhelm Ahl, 1794.
- Zur Feier des Stiftungs Tages des Casimirianischen Academischen Gymnasiums. Coburg 1795.
- Programm über die symbolischen und allegorischen Kunstvorstellungen der Griechen. Coburg 1795.
- Graeciae descriptio. Lipsiae: Schaefer, (1796).
- Pausanias, Periegeta.; Johann Friedrich Facius; Romolo Amaseo: Hellados Periēgēsis: Graece. Lipsiae: Schäfer, (1796).
- Pausanias.; Romulus Amasaeus; Johann Friedrich Facius: Romuli Amasaei interpretationem latinam continens. Lipsiae: Schaefer, 1796.
- Johann Friedrich Facius; Friedrich Rauscher; Georg Vogel; Johann Christoph Daniel Sinner: Die Zwei Porträts oder Geschichte meines Landaufenthalts. Mit einem Kupfer. Koburg Leipzig Sinner Coburg Leipzig 1799.
- Einladungsschrift zur Feier des Stiftungstages des Casimirianischen Academischen Gymnasiums am 3. Jul. 1799. Coburg Ahl 1799.
- Programm über das Alter der künstlichen Automaten. Coburg 1799.
- Der Harlekin, oder, Es hat alles in der Welt zwei seiten. Eine Posse in einem Aufzug. Koburg, Leipzig, bei J.C.D. Sinner, 1801.
- Verzeichniss der alten Drukke, die in der Bibliothek des Gymnasii Casimiriani academici zu Coburg befindlich sind. Coburg, 1802.
- Miscellen zur Geschichte der Cultur und der Kunst des Alterthums. Coburg, Bei R.A.W. Ahl, 1805.
- Ex Plutarchi operibus excerpta quae ad artes spectant. Lipsiae, sumtu Sinneri, 1805.
- Taschenbuch für junge Reisende um Kunstgalerien, Museen und Bibliotheken mit Nutzen zu besuchen. Coburg ; Leipzig : Sinner, 1807.
- Alessio: ein Roman. Hildburghausen, 1810.
- Collectaneen zur griechischen und römischen Alterthumskunde. Coburg : Ahl, 1811.
- Griechische Blumenlese oder kleine Sammlung vorzüglicher Stellen aus den Griechischen Schriftstellern: ein Lehr- und Lesebuch zum Unterrichte in der Griechischen Sprache. Leipzig: Lauffer, 1820.
- Carmen solemne natali Facii diei sacrum. Coburg 1820.
- Ihrem hochverehrten Lehrer dem Herrn Rath und Professor P.O. Herrn Johann Friedrich Facius überreichen diesen kleinen Beweis aufrichtiger Verehrung und Liebe am 26sten Januar 1821 als an Dessen zwey und siebenzigstem Geburtstage, die sämmtlichen Zöglinge des Herzoglichen Casimirianischen Gymnasiums zu Coburg. Coburg, Ahl 1821
- Ihrem hochverehrten Lehrer, dem Herrn Rath und Professor P.O. Herrn Johann Friedrich Facius überreichen diesen geringen Beweis aufrichtiger Verehrung und Liebe ... als an Dessen drei und siebenzigsten Geburtstage, die sämmtlichen Zöglinge des Herzoglichen Casirianischen Gymnasiums zu Coburg. Coburg 1822.
- Ihrem hochverdienten Lehrer dem Herrn Rath und Professor P.O. Herrn Dr. Johann Friedrich Facius bezeugen an dessen fünf und siebenzigsten Geburtstage am 26sten Januar 1824 ihre Ehrfurcht, Dankbarkeit und Liebe die sämmtlichen Zöglinge des Casimirianums. Coburg 1824.
- Eduard Plödtner; Johann Friedrich Facius: Ihrem hochverdienten Lehrer, dem Herrn Rath und Professor P.O. Herrn Dr. Johann Friedrich Facius bezeugen an dessen sechs und siebenzigsten Geburtstage am 26sten Januar 1825 ihre Ehrfurcht, Dankbarkeit und Liebe die sämmtlichen Zöglinge des Casimirianums. Coburg: Ahl 1825.